# Cecilia Hidalgo Tapia
María Cecilia Hidalgo Tapia, més coneguda com a Cecilia Hidalgo Tapia, és una bioquímica xilena. L'any 2006 va rebre el Premi Nacional de Ciències Naturals de Xile, sent la primera dona a obtenir aquell guardó.
Va realitzar els seus estudis universitaris a la Universitat de Xile i es va graduar en bioquímica el 1965. Quatre anys després va obtenir el seu doctorat en ciències a la mateixa universitat. Posteriorment va viatjar als Estats Units per realitzar el seu post-doctorat al National Institutes of Health. Entre 1992 i 1993 va ser beneficiària de la beca Guggenheim.
Com a docent ha impartit classes al Centro de Estudios Científicos entre 1984 i 2002, i en la Facultat de Medicina de la Universitat de Xile des de 1984. Entre 1995 i 2001 va integrar la Comissió Assessora Presidencial en Matèries Científiques. Posteriorment, entre 2001 i 2003, es va exercir com a directora del Programa de Biologia Cel·lular i Molecular de l'Institut de Ciències Biomèdiques. És directora del Centre FONDAP d'Estudis Moleculars de la Cèl·lula, pertanyent a la Facultat de Medicina de la Universitat de Xile. És, a més, vicepresidenta del Consell Assessor de Fundació Ciència Jove.
El 2004 la Universitat de Xile la va premiar amb la Condecoració al Mèrit Amanda Labarca, destinada a "realçar la personalitat i l'obra de dones universitàries que s'hagin destacat amb relleus excepcionals en el camp de la seva professió, en el domini de la cultura o en el servei del país". L'any 2006 va rebre el Premi Nacional de Ciències Naturals de Xile, sent la primera dona a obtenir aquell guardó. Una de les seves àrees d'estudi és la regulació del calci intracel·lular.